# Élections générales néo-brunswickoises de 1903
L'élection générale néo-brunswickoise de 1903, aussi appelée la 31e élection générale, eut lieu le 3 mars 1903 afin d'élire les membres de la 31e législature de l'Assemblée législative du Nouveau-Brunswick, au Canada. L'élection s'est déroulé avant la création des partis politiques.
Sur les 46 députés élus, 33 supportèrent le gouvernement, 10 formèrent l'Opposition officielle et les trois autres restèrent neutres.